# Nemoria sigillaria
Nemoria sigillaria là một loài bướm đêm trong họ Geometridae.